# Dipol-dipolbindning
Dipol-dipolbindningar är en typ av intermolekylär bindning som uppstår när två eller flera polära molekyler binds till varandra av laddningarna i de enskilda molekylerna. Den attraktionskraft som uppstår mellan molekyler som är permanenta dipoler kallas dipol-dipolbindningar. 
En molekyl som består av minst två olika grundämnen och som är asymmetriskt byggd är en dipol. Vatten (H2O), väteklorid (HCl) och kvävemonoxid (NO) är några exempel på dipolmolekyler. Dipolmolekyler orienterar sig så att närliggande molekyler vänder sina olik-laddade sidor mot varandra. Då uppstår så kallade dipol-dipolbindning mellan molekylerna eftersom de olika laddningarna attraherar varandra. Exempelvis kommer den mer positivt laddade delen, vätesidan, av molekylen HCl att placera sig mot den mer negativt laddade delen, klorsidan, när HCl binder till HCl. Om bindningen är längre blir även kokpunkten högre. Man kan även se det på kolvätets struktur samt kvävestrukturen. 